# Eareckson Air Station

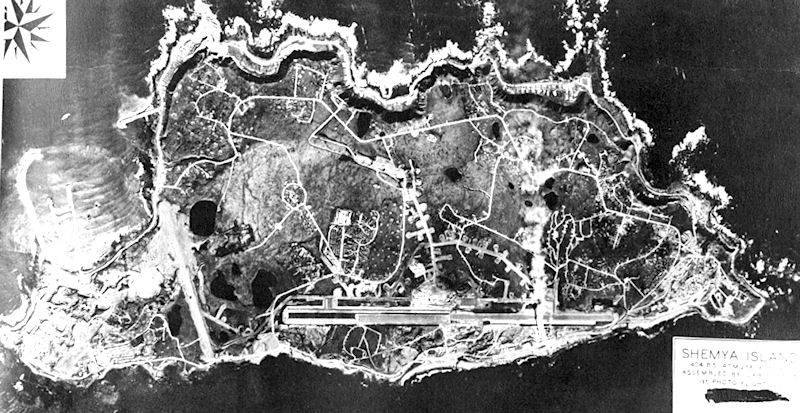
L'île Shemya, octobre 1944

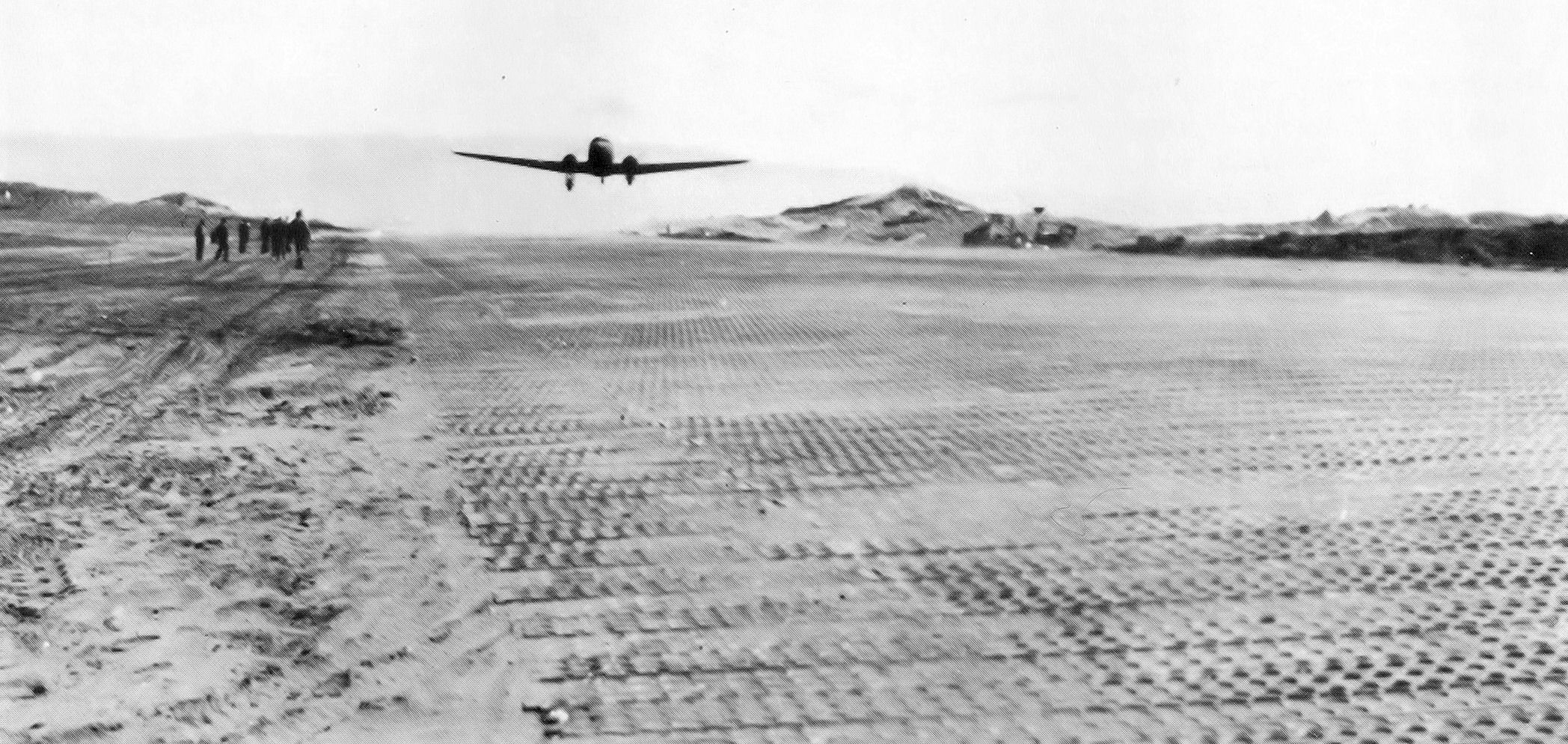
Premier atterrissage sur Shemya AAF le 24 juin 1943

La Eareckson Air Station, anciennement Shemya Air Station, est un aéroport militaire de l'armée de l'air des États-Unis situé sur l'île de Shemya, dans les îles Aléoutiennes de l'Alaska.
L'aéroport a été transformé en station de l'armée de l'air le 1er juillet 1994. Toutefois, il appartient toujours à l'US Air Force et est exploité par le 611th Air Support Squadron de l'US Air Force situé sur la base aérienne d'Elmendorf à des fins de ravitaillement en carburant. Il sert également d’aéroport de déroutement pour les aéronefs civils. La base accueillait auparavant les radars AN/FPS-17 et AN/FPS-80 et, depuis 1977, le puissant radar AN/FPS-108 COBRA DANE.

## Vue d'ensemble
La station est située à la pointe ouest des îles Aléoutiennes de l’Alaska, près de la grande île d’Attu, et est située à environ 1 500 km au sud-ouest d’Anchorage. La piste est située du côté sud de l'île, longue de 3 km, elle s'élève à 24 mètres au-dessus du niveau moyen des mers.
L'île Shemya a été le théâtre de deux séismes majeurs. Le séisme de 1965 dans les îles Rat, d'une magnitude de 8,7, s'est produit le 3 février. Cela a été suivi de graves répliques sismiques et d'un tsunami, mais les dégâts ont été limités aux fissures dans les voies de circulation. Le séisme de 1975 dans les îles Voisines, d'une magnitude de 7,6 (magnitude de la surface), s'est produit le 1er février. Les pistes et les hangars ont été très endommagés et les communications ont été interrompues pendant une courte période.
Eareckson Air Station possède une seule piste:
- Piste 10/28: 3 049 mètres, en asphalte, la piste 28 est équipée de l'ILS
- L'île compte de nombreuses voies de circulation, hangars d'aéronefs et deux autres pistes abandonnés du côté ouest de l'île. Toutes ces installations de la Seconde Guerre mondiale sont abandonnées et non opérationnelles.

Il existe également une NDB, un TACAN et un VOR sur l’île.

## William O. Eareckson
Le 6 avril 1993, la base aérienne de Shemya est renommée Eareckson Air Station. La cérémonie de changement de nom a eu lieu le 19 mai 1993. L'Eleventh Air Force Association a commencé à renommer la base en l'honneur de son commandant en temps de guerre, le colonel William O.Eareckson (en) (1900-1966). De 1941 à 1943, Eareckson a personnellement dirigé toutes les difficiles missions contre les Japonais, qui se trouvaient dans deux autres îles des îles Aléoutiennes, Kiska et Attu. Eareckson a également aidé à planifier la reprise d'Attu. Au cours des campagnes de bombardement, il a mis en place des procédures de bombardement à basse altitude et de contrôle aérien avancé, bien avant qu’elles ne deviennent une pratique courante dans d’autres théâtres de guerre.

## Historique

### Seconde Guerre mondiale
Le 28 mai 1943, un petit détachement d'éclaireurs d'Alaska entreprend la reconnaissance de Shemya, une petite île inhabitée et plate située à 56 kilomètres à l'est d'Attu. Le lendemain, des ingénieurs de l'armée des États-Unis se sont rendus à terre pour commencer la construction d'une piste convenant aux bombardiers B-29 Superfortress. Des tentes ont été érigées, un système électrique rudimentaire, des radios et des rues pavées ont été aménagées. Une piste d'atterrissage de 3 000 mètres a été construite, ainsi que deux pistes transversales de 1 500 mètres.
Le 404th Bombardment Squadron exploitait des bombardiers lourds B-24 Liberator ainsi qu'un Beechcraft AT-7, qui a été utilisé pour la formation de navigateur. Le 344th Fighter Squadron (en) utilisait à la fois des P-40 Warhawks et des P-38 Lightnings. De plus, un AT-6 North American a été utilisé pour la formation des pilotes. Un RB-34, un UC-64A et de nombreux TB-26 ont été employés par le 15th Tow Target Squadron qui était stationné à Shemya. La Navy a affecté un escadron de PB4Y-2, qui était un versions à queue simple du B-24 à queue double. De nombreux avions administratifs et cargos, tels que le C-47 "Gooney Bird" ont fait des allées et venues à Shemya pendant la guerre. Le parking pour avions a été placé dans la zone située au nord de la piste principale.
Après la réussite de la campagne des Aléoutiennes en août 1943, l'Eleventh Air Force se rapprocha des îles Kouriles japonaises, la plus septentrionale se trouvant à 1 200 kilomètres au sud-sud-ouest de Shemya. Les Japonais avaient établi un important complexe de défense sur les îles les plus septentrionales, la plupart des installations étant situées sur Paramouchir, la plus grande île de la chaîne. Il soutenait trois aérodromes et la zone de rassemblement de Kashiwabra de l'armée impériale japonaise. En outre, il s'agissait du quartier général de la cinquième flotte de la marine impériale japonaise, située à Kataoka.
L'Eleventh Air Force devait tirer parti des nouveaux aérodromes de Shemya et d'Attu et mener des opérations offensives contre les forces ennemies dans les Kouriles. Des ordres ont été émis au début de juillet 1943 pour le premier bombardement contre les îles japonaises depuis le raid de Doolittle d’avril 1942. Les équipages et les avions devaient être fournis par les 21st, 36th et 77th bomb Squadrons. À l’origine, l'Eleventh Air Force disposait de peu de renseignements sur les îles Kouriles. Le IX Bomber Command a assuré la coordination avec le personnel de la Navy qui a pu fournir divers documents, cartes et autres documents sur les îles. Cela comprenait des documents japonais capturés d'Attu. À partir de ces informations, le commandement établit une évaluation précise des installations militaires japonaises sur la chaîne d'îles.
Le 10 juillet 1943, huit B-25 Mitchells du 77th Bombardment Squadron quittèrent Adak AAF et firent le plein à Alexai Point AAF (en) à Attu. Des bombes hautement explosives ont également été chargées dans les avions. Six bombardiers B-24 Liberator du 21st Bombardment Squadron de Shemya devaient se joindre à eux, mais ils ont été détournés pour attaquer les navires de transport japonais repérés par un équipage de la marine britannique. Les B-25 atteignirent Paramouchir, qu'ils trouvèrent complètement recouverte par les nuages. Sur la base de calculs temps/distance, ils larguèrent leurs bombes de 500 livres sur les installations qui leur semblaient être des installations japonaises, puis retournèrent à Alexi Point et débarquèrent après un vol de neuf heures et demie sur 1 600 kilomètres. À l’époque, c’était la plus longue mission de B-25 Mitchell de la guerre. Pendant ce temps, les B-24 Liberators avaient attaqué les transports mais n’avaient réussi aucun coup. Un Liberator a été touché par des tirs anti-aériens des navires et a réussi à atterrir à Shemya.

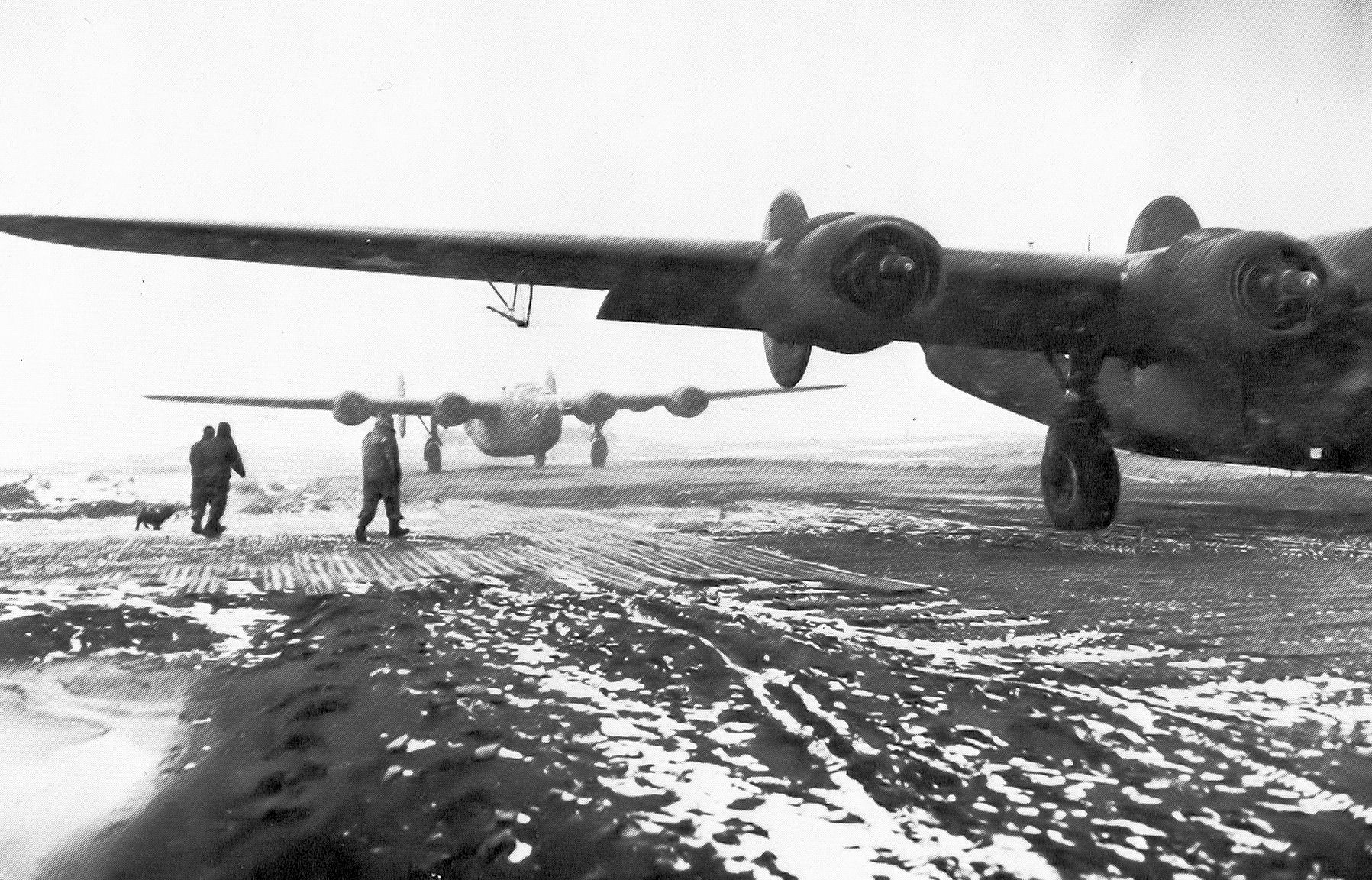
Des B-24 Liberator du 404th Bombardment Squadron se préparent à décoller

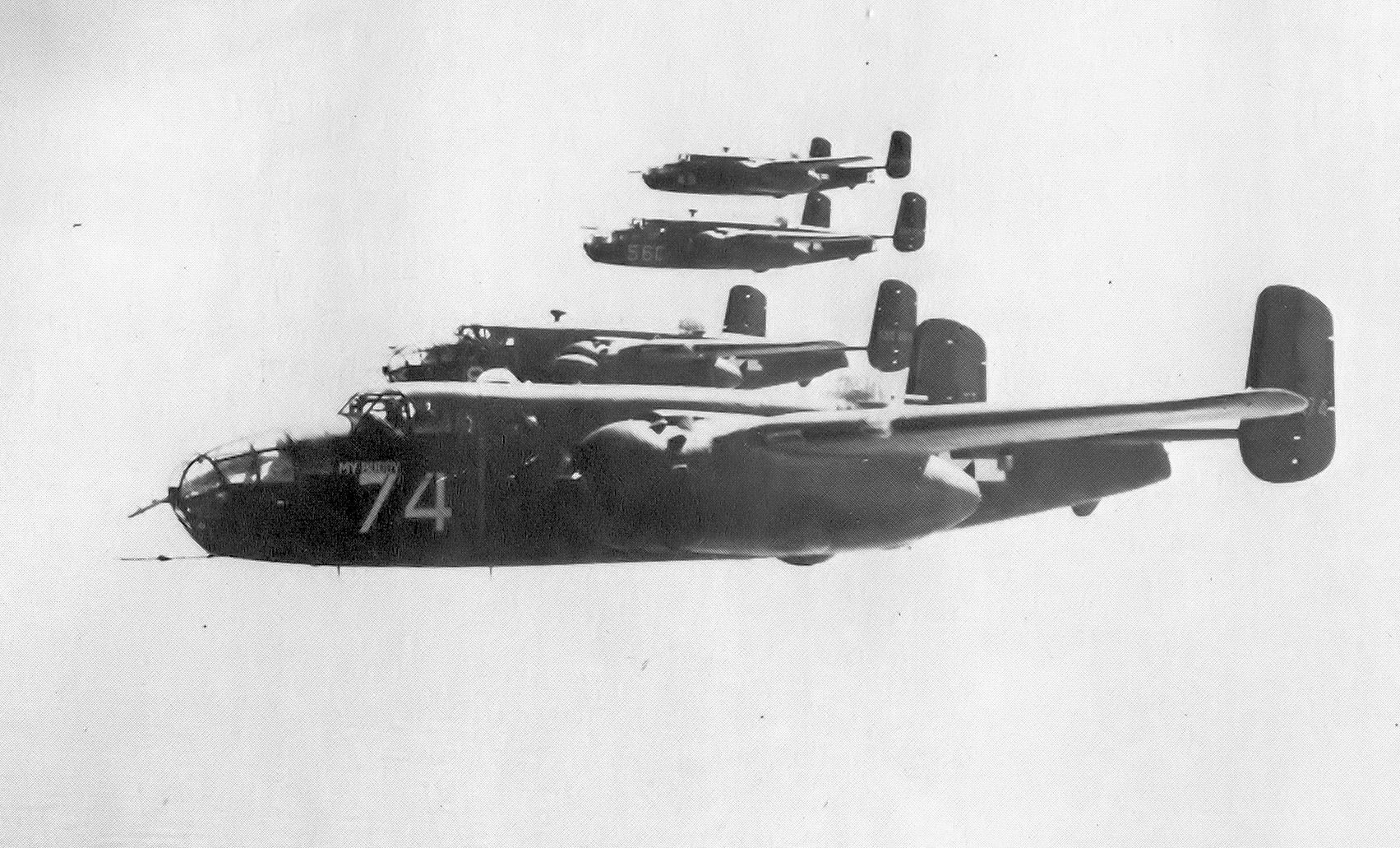
B-25 Mitchells du 77th Bombardment Squadron en vol

Une deuxième attaque de B-24 Liberators a été lancée depuis Alexai Point et Shemya le 18 juillet. Ils ont trouvé un temps dégagé sur les Kouriles du nord avec une visibilité illimitée. La base navale de Katkoa; La zone de rassemblement de l'armée Kashiwabra et un aérodrome situé à proximité ont été attaqués. Cependant, aucun impact n'a été observé sur les cibles. Les défenses japonaises ont été prises au dépourvu, avec seulement cinq Mitsubishi A6M "Zero" et quelques intercepteurs Nakajima A6M2-N "Rufe" qui n'ont pas réussi à attraper les B-24. Après avoir fait escale à Attu et Shemya pour le ravitaillement en carburant, les B-24 sont rentrés à Adak AAF. Plus important encore, des photographies aériennes ont été prises sur les cibles et fournies aux analystes du renseignement. Lors de la troisième attaque du 11 août, les défenses japonaises étaient préparées pour les bombardiers américains. Les B-24 du 404th Bombardment Squadron et les B-24 du 21st Bombardment Squadron ont été confrontés à d'intenses tirs anti-aériens lorsqu'ils sont arrivés au-dessus de la base navale de Kataoka et de la zone de transit de l'armée de Kashiwabra. Cette fois, de nombreux tirs à la bombe ont été observés sur les deux cibles et de nombreuses photographies aériennes ont été prises. Environ 40 Zéros ont été lancés pour intercepter les Américains et, dans une bataille aérienne de 35 minutes, les artilleurs B-24 ont réclamé quatre Zéros abattus, un probable et quatre possibles. Les Japonais ont réussi à abattre un B-24. Un autre B-24 s'est détourné vers le territoire soviétique et s'est écrasé sur l'aérodrome de Petropavlovsk, dans la péninsule du Kamtchatka. Un aviateur a été tué dans l'accident et les survivants ont été, du moins officiellement, internés en Union soviétique. À l'époque, les Soviétiques étaient officiellement, pour des raisons stratégiques, neutres dans la guerre entre l'empire japonais et les alliés occidentaux; afin de maintenir cette neutralité, le droit international imposait aux autorités soviétiques d'incarcérer tout membre du personnel allié occidental contraint de chercher refuge en URSS à la suite d'opérations contre le Japon. En réalité, cependant, les aviateurs américains qui ont débarqué de force au Kamchatka ont été secrètement renvoyés aux États-Unis par le biais de camps situés au Kazakhstan et en Iran (qui était sous occupation britannique et soviétique à l'époque). Les aéronefs américains en cause ont généralement été retenus en URSS. Au cours des années suivantes, des dizaines d'avions américains ayant des problèmes mécaniques et/ou des dommages causés par les défenses japonaises ont été déviés vers des bases soviétiques au Kamchatka - généralement Petropavlovsk-Kamchatsky. À la fin de 1944, plusieurs centaines d'aviateurs américains avaient été internés en Union soviétique. Certains internés se sont plaints de leur traitement en URSS - y compris d'un logement qui, pour les Américains, ressemblait à des camps de prisonniers de guerre,[citation nécessaire] et de leur interrogatoire par des responsables soviétiques.[citation nécessaire]
Les photos aériennes prises lors du raid du 11 août 1943 montraient que les Japonais constituaient des forces dans la région, transférant des avions vraisemblablement depuis des bases aériennes à Hokkaido. Le système d'alerte précoce japonais ne semblait toutefois pas efficace, car l'avion intercepteur avait été lancé après que les B-24 eurent attaqué leurs cibles. Après un mois au cours duquel les unités de l'Eleventh Air Force de Shemya et Attu se sont concentrées sur l'attaque de Kiska et sur le retrait forcé des Japonais de l'île, la mission suivante contre les Kuriles a été effectuée le 11 septembre 1943. Il s'agissait de la mission la plus désastreuse menée par l'Eleventh Air Force a été la dernière de 1943. Sept B-24 du 404th Bombardment Squadron et douze B-25 du 77th Bombardment Squadron ont décollé de l'AAF Alexi Point et se sont dirigés vers les Kuriles. Les B-24 ont attaqué la zone de rassemblement de l'armée Kashiwabra et se sont tournés vers leur pays d'origine. Ils ont été attaqués par de nombreux intercepteurs japonais. Trois des Liberators ont été gravement endommagés et se sont dirigés vers Petropavlovsk, où ils se sont écrasés. Les B-25 ont effectué un raid à basse altitude lors de l'expédition entre Paramouchir et les îles Choumchou. À la sortie de la zone, ils ont également été attaqués par de nombreux intercepteurs japonais. Après une heure d'attaques continues par les intercepteurs, un B-25 a été abattu et cinq autres ont été gravement endommagés et ont dû atterrir à Petropavlovsk. L'Eleventh Air Force avait perdu plus de la moitié de ses bombardiers. C’était six mois avant une nouvelle attaque des Kuriles par le IX Bomber Command.
Après l'attaque désastreuse, l'Eleventh Air Force a concentré son attention sur une posture défensive en cas d'attaques de représailles de la part des Japonais. Le commandement a également été réorganisé à la lumière de la nouvelle mission et de la réduction des forces dans les îles Aléoutiennes après la conclusion de la campagne des îles Aléoutiennes. Le IX Strategic Command a été activé en tant qu'organisation provisoire avec la mise en sommeil du IX Fighter et du IX Bomber Command. Le 28th Bombardment Group et le 404th Bombardment Squadron ont été affectés à Shemya; et le 77th Fighter Squadron assigné à Alexi Point. La mission consisterait à effectuer des bombardements et des missions de photo-reconnaissance de jour et de nuit sur les Kuriles; mais aussi à rechercher des navires japonais, y compris des navires de pêche dans le Pacifique Nord. La Navy Fleet Air Wing Four de la Naval Air Station Attu et le IX Strategic Command furent affectés au Navy's North Pacific Command pour le contrôle opérationnel. Le 77th Fighter Squadron avec ses B-25 Mitchells assuma la responsabilité principale de rechercher des navires japonais, car les Mitchells étaient très bien adaptés aux attaques à basse altitude. Cependant, en quelques semaines, le IX Strategic Command est désarmé et toutes les unités de l'Eleventh Air Force passent directement sous le contrôle du QG Eleventh Air Force, actuellement à Davis AAF, à Adak.

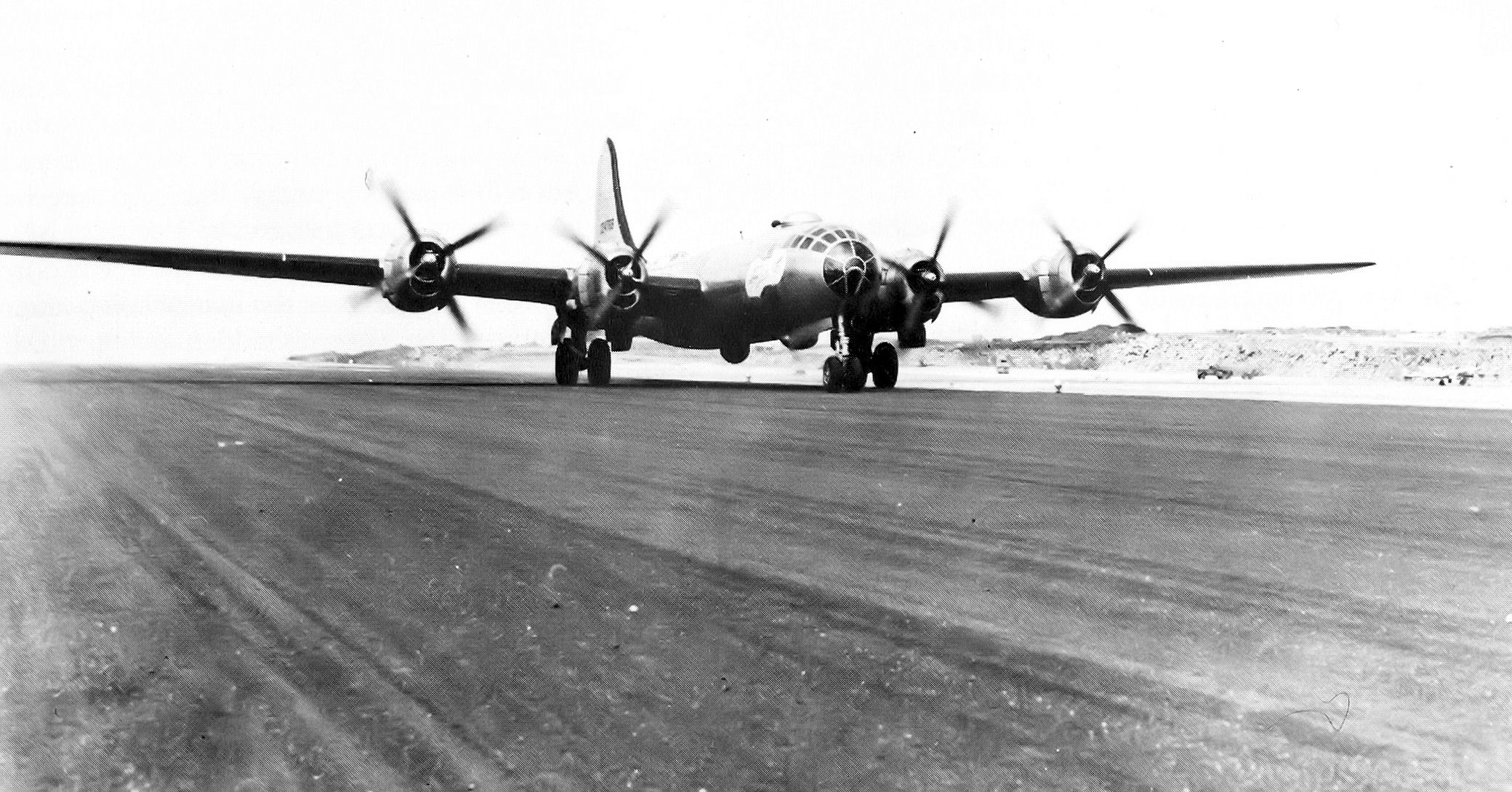
Bien que conçu pour les opérations des B-29 Superfortress, l’aéroport de de Shemya n’a vu qu’un seul B-29 pendant la guerre. Cet appareil a été déployé à Ladd AAF, en Alaska, pour des essais par temps froid en mai 1945, et a atterri à Shemya lors de cette dernière. Il a passé la nuit et est reparti le lendemain matin pour Amchatka AAF.

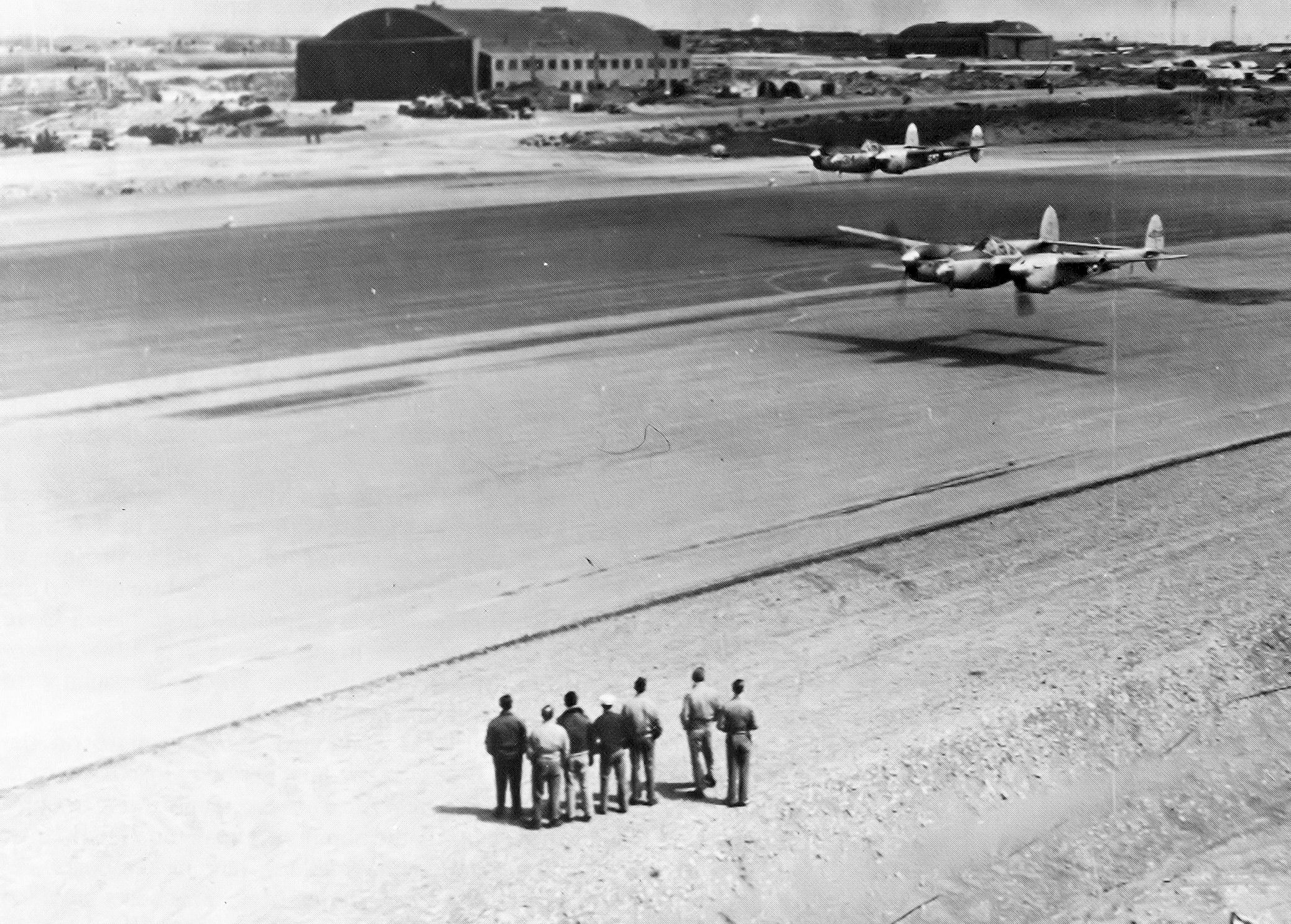
P-38 Lightnings effectuant un passage à basse altitude sur la piste de Shemya AAF, le 1er août 1945 lors de la célébration de la Journée des forces armées

Au printemps 1944, les conditions météorologiques se sont améliorées et les B-24 et PV-1 ont effectué plus de missions au-dessus des Kuriles. La plupart des missions consistaient à de la photo-reconnaissance ou à des bombardements occasionnels afin de garder les Japonais hors de portée, et étaient effectuées la nuit à l'aide de bombes éclair pour la photographie. Début avril, le 2d Photographic Charting Squadron est arrivé avec quatre F-7 Liberators, de Peterson Field, dans le Colorado, configurés pour la photo-reconnaissance et la cartographie. Au cours des cinq mois suivants, plus de 3 000 photographies des Kuriles ont été prises et des cartes extrêmement détaillées et précises des îles ont été créées.
En août, les B-24 de l'Eleventh Air Force menèrent des attaques réussies et précises sur les installations militaires japonaises, et les B-25 réussirent à chasser la pêche japonaise et à repousser une grande partie des navires du Pacifique Nord. En octobre, dans le but de paralyser l'approvisionnement alimentaire japonais, les B-25 ont reçu l'ordre de mener des missions aériennes contre des conserveries et d'autres usines de transformation alimentaire dans les Kuriles.
Les avions et les effectifs ont été réduits en 1945 et la quasi-totalité des bases aériennes autres qu'Alexi Point, Shemya et Davis dans les Aléoutiennes ont été ramenées au statut d'intérim. Les conditions météorologiques ont gêné les missions au cours de l'hiver, bien que de nouveaux B-24J aient été reçus par le 404th Bomb Squadron et que des avions à longue portée P-38L Lightnings aient été reçus par le 54th Fighter Squadron. En plus de la mission contre les Kuriels, les P-38 avaient pour mission d’abattre des ballons tirant des bombes japonaises lancés depuis le Japon le long de grands itinéraires circulaires près des Aléoutiennes. Les ballons ont été conçus pour transporter des bombes incendiaires au-dessus des États-Unis et déclencher des incendies dans le nord-ouest du Pacifique. Bien qu'ils aient flotté au-dessus de 30 000 mètres d'altitude, plusieurs d'entre eux ont été abattus et l'un d'entre eux a atterri à Amchatka, où le personnel du renseignement l'a retrouvé pour inspection.
Les ressources limitées affectées à l'Eleventh Air Force ne permettaient de mener à bien qu’un nombre limité de missions au-dessus des Kuriles. Le 404th Bomb Squadron, composé d'une douzaine de B-24 en mai 1945, effectua des missions au-dessus de Paramushiro et perdit deux avions. Le 77th Bomb Squadron a effectué une mission avec ses B-25 au-dessus de la station radar de Minami Cape et a perdu deux avions; les deux équipages furent capturés par les Japonais. Deux autres missions de B-24 au-dessus des Kuriles ont été effectuées sans perte. Au cours de l'été 1945, d'autres missions ont été menées contre les Kuriles, le commandement perdit huit de ses B-25. La 404th a perdu son dernier B-24 en juin. Les missions se sont poursuivies jusqu'en juillet, la dernière mission de combat ayant eu lieu le 13 août, quelques jours après les attaques à la bombe atomique américaines sur le Japon.
En août, après la déclaration de guerre de l'Union soviétique contre l'empire japonais, des B-24 ont été envoyés en mission de reconnaissance et de collecte de renseignements afin de suivre l'activité de la Russie dans les Kouriles. Les missions photographiques ont débuté le 4 août et se sont poursuivies jusqu'au 4 septembre, date à laquelle les B-24 ont rencontré des chasseurs russes et sont repartis sans incident. Bien qu'alliés, le message des Soviétiques était clair: les Kuriles étaient désormais aux mains de la Russie et interdits aux avions américains.
La nouvelle de la reddition des Japonais fut accueillie avec enthousiasme. le sujet le plus important était "Quand allons-nous à la maison?". La démobilisation a rapidement ramené Shemya au statut de veille et, à la fin de 1945, la base a été essentiellement abandonnée.

### L'après-guerre
À l'exception d'une petite unité de gestion de la station, Shemya a été abandonnée après la guerre. L'île était jonchée d'épaves abandonnées par l'armée et la marine et de structures en détérioration. Les véhicules abandonnés, les entrepôts de tous types, les rations, les vêtements et tous les autres outils de la guerre, y compris les munitions et les bombes, ont tout simplement été laissés à la merci des éléments. Un petit escadron de radars a été affecté brièvement, puis a été déplacé, et la dernière unité de combat opérationnelle, le 66th Fighter Squadron, a quitté l'aérodrome le 30 mai 1947. Pendant un certain temps, l'armée de l'air a envisagé de transférer l'île à l'autorité de l'aéronautique civile, ancêtre de la Federal Aviation Administration. Toutefois, l’armée de l’air a décidé de conserver Shemya car son emplacement constituait un arrêt de ravitaillement idéal sur la route du Grand Cercle entre le Japon et McChord Field, dans l’État de Washington.
La guerre de Corée a largement mobilisé le Military Air Transport Service (MATS) pour le soutien logistique de la Corée et du Japon. L'emplacement stratégique de la station a considérablement raccourci la route aérienne vers l’orient. Avec le développement des transporteurs aériens transpacifiques (C-124), Shemya est déclarée excédentaire et la base est désactivée le 1er juillet 1954. Les installations sont transférées à la Civil Aeronautics Authority en 1955. Elles sont ensuite louées à Northwest Orient Airlines, qui resté sur l'île jusqu'en 1961 et utilisa l'aéroport comme une escale technique pour le service entre les États-Unis et l'Asie. Au début des années 1950, Canadian Pacific Airlines utilisa également le terrain d'aviation pour son service hebdomadaire Vancouver - Tokyo.

### Service aérien
Au cours des années 1970 et 1990, le transport de passagers et de marchandises à destination de l’aérodrome était assuré par Reeve Aleutian Airways à l'aide de Lockheed L-188 Electra et d'avions de ligne Boeing 727-100. Reliant ainsi l'île à Anchorage via plusieurs arrêts intermédiaires situés sur la chaîne des îles Aléoutiennes.

### Guerre Froide

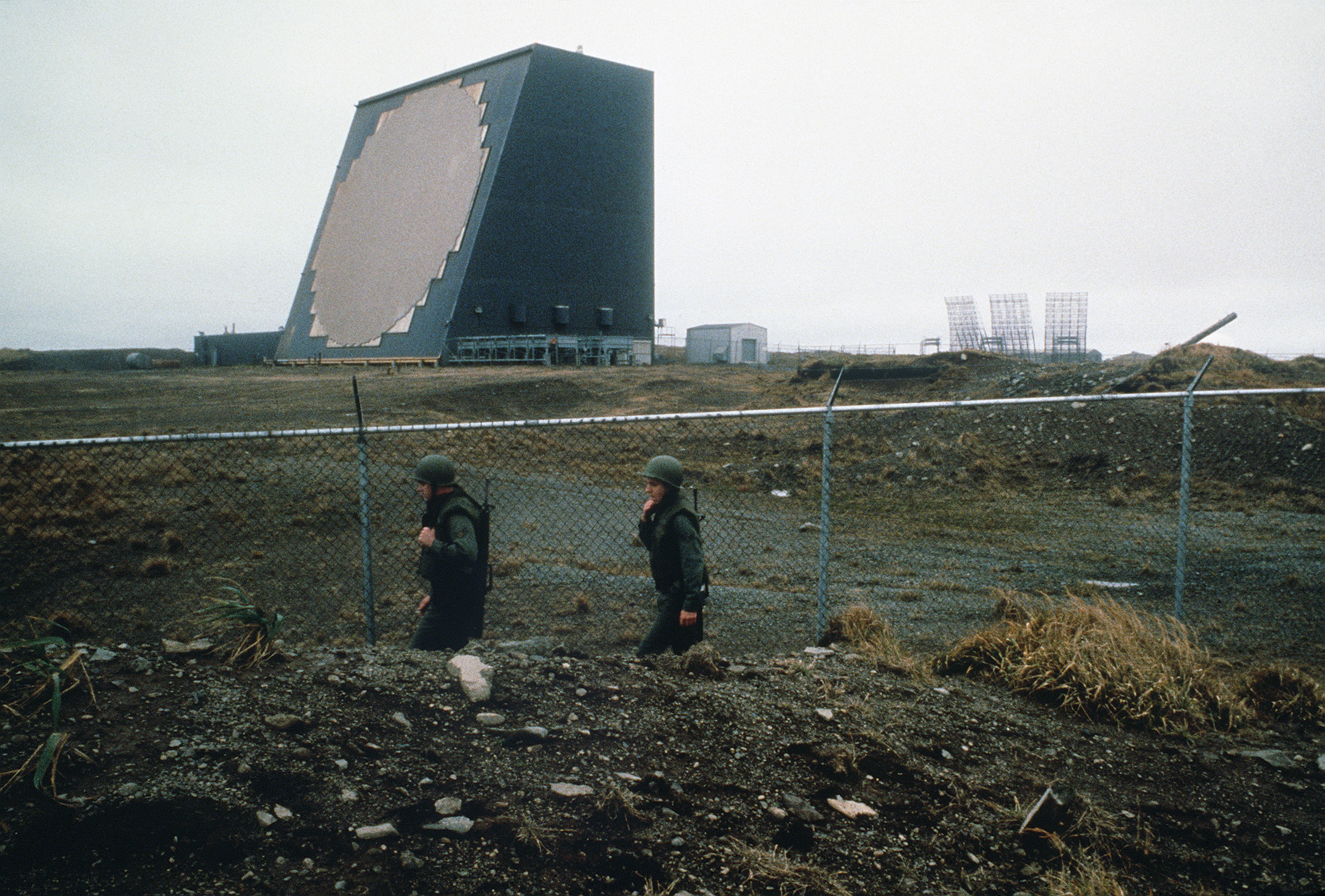
Des éléments de sécurité patrouillent autour du système de Cobra Dane exploité par le 16th Surveillance Squadron. (Des antennes du radar AN/FPS-17 plus anciennes apparaissent en arrière-plan)

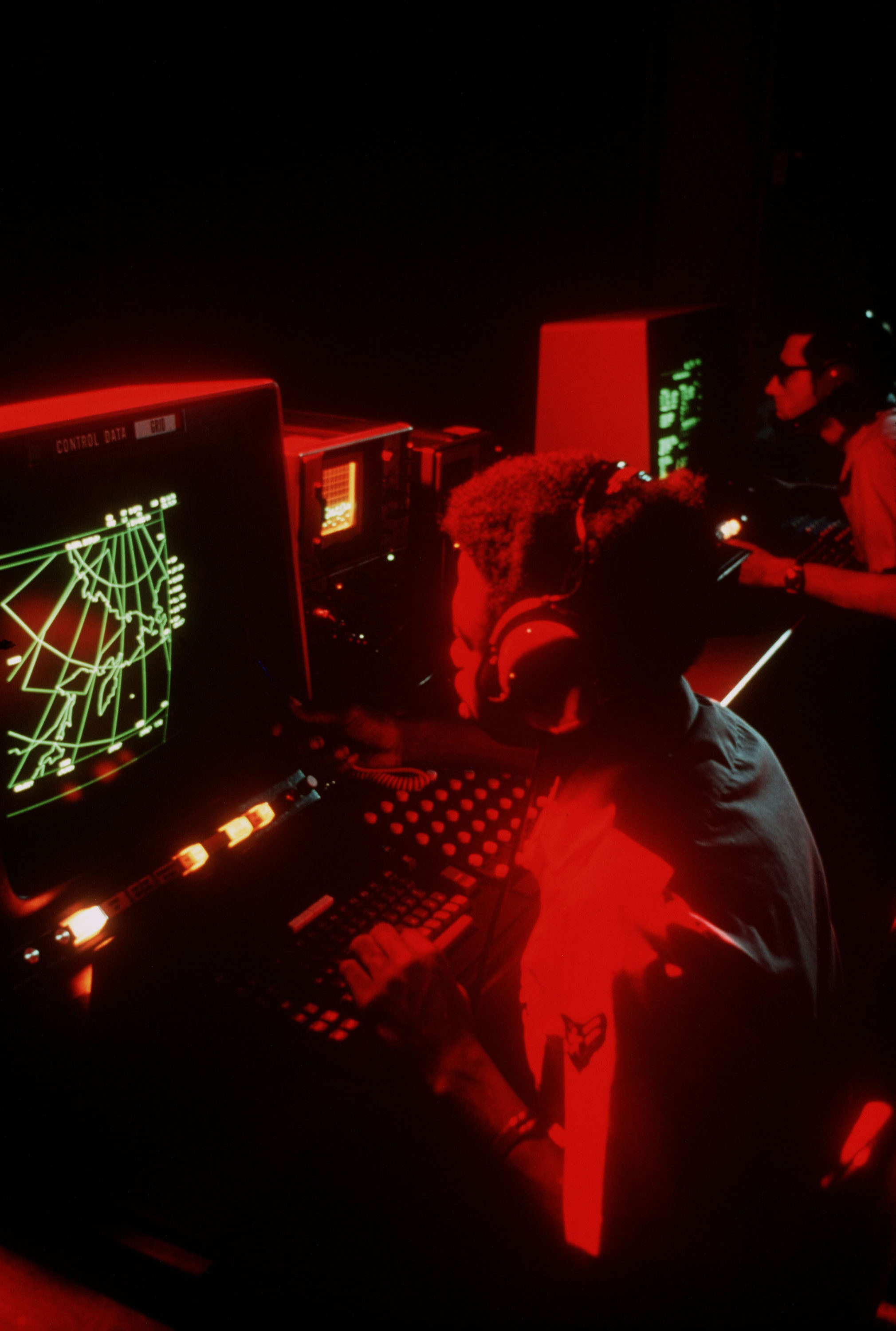
Affichages du système COBRA DANE, 1977

En 1958, l'armée de l'air reprend ses opérations sur Shemya afin de soutenir diverses activités de collecte de renseignements stratégiques.
Shemya a également continué à soutenir la route du Grand Cercle pour MATS et, plus tard, pour le Military Airlift Command (en) entre le Japon et la base aérienne d'Elmendorf. Le 5040th Air Base Squadron a été activé le 15 juillet 1958 pour fournir un soutien à la base. La station était initialement utilisée comme station météorologique à longue portée, les WB-50D Superfortresses étant pilotées à partir de la base par le 7th Weather Group du MATS.
Il est également devenu un site de ravitaillement en carburant du Strategic Air Command pour les bombardiers B-52 Stratofortress et les KC-135 dans le cadre de l’opération Chrome Dome. Le SAC mettrait en place les tankers à Shemya où ils seraient ravitaillés en carburant avant de décoller et de ravitailler les B-52 en patrouille au-dessus de l’Alaska, qui voleraient proches mais en dehors de l’Union soviétique pour fournir une capacité de frappe rapide ou de représailles en cas de guerre nucléaire. Shemya a également pris en charge divers aéronefs de reconnaissance "Rivet" Boeing RC-135 du SAC volant le long de la côte soviétique du Pacifique avec des capteurs embarqués permettant à l’équipage de détecter, identifier et géolocaliser les signaux dans tout le spectre électromagnétique.
L'escadron hôte de la base a été renommé 5073rd Air Base Squadron en octobre 1962 et est devenu un groupe le 15 octobre 1974 en reconnaissance au nombre et à la complexité des unités locataires qu'il soutenait. Shemya a été transformé de station en base le 21 juin 1968.
En 1966, la 9th Air Division du Air Defense Command a assumé la juridiction de la base. L'ADC a créé le 6th Surveillance Squadron avec des radars de détection AN/FPS-17 et de poursuite AN/FPS-80 pour surveiller les essais de missiles soviétiques sur la péninsule du Kamchatka et soutenir le système Spacetrack de l'armée de l'air. Les chalutiers de pêche soviétiques étaient très présents dans les eaux au large de l'île, surveillant les activités des escadrons.
En juillet 1973, Raytheon a remporté un contrat portant sur la construction d’un système appelé COBRA DANE à Shemya. Cobra Dane a remplacé les radars AN/FPS-17 et AN/FPS-80 par un radar plus puissant, l'AN/FPS-108. Le Cobra Dane a été déclaré opérationnel le 1er août 1977. Sa mission principale est la collecte de renseignements à l’appui de la vérification de l’accord de limitation des armements SALT II.
La station a également été utilisée par le Cobra Ball du SAC et d’autres projets connexes surveillant les signaux associés aux missiles et assurant leur suivi pendant les phases de renforcement et de ré-entrée afin de permettre une reconnaissance pour la vérification du traité et la prolifération des missiles balistiques de théâtre. Les avions utilisés étaient des C-135B largement modifiés.
En août 1988, au moins une fusée Aries a été lancée dans le cadre du programme Queen Match pour des essais de missiles anti-balistiques.
La juridiction de la base aérienne de Shemya a été transférée du Aerospace Defense Command au Strategic Air Command lorsque celui-ci a été désactivé le 1er octobre 1979. Le site a été transféré au Air Force Space Command le 1er mai 1983.[réf. nécessaire] Au cours des années 1980, les installations de Shemya ont été modernisées. Une grande partie des anciennes structures de la Seconde Guerre mondiale ont été remplacées par des bâtiments modernes et de nouvelles installations ont été construites.

### Ère moderne
Le 27 janvier 1992, le 5073rd Air Base Group situé à Shemya AFB a été désigné sous le nom de 673d Air Base Group (673HBG), subordonné à l'Eleventh Air Force (11AF) des Pacific Air Forces (PACAF). La 673d et la base ont ensuite été réaffectées de l'Eleventh Air Force à la 11th Air Control Wing (11 ACW). Le radar Cobra Dane a été intégré au système de défense antimissile balistique (DDS) interarmées du DOD.
Le vol 583 de China Eastern Airlines a été autorisé à effectuer un atterrissage d'urgence sur la base aérienne le 6 avril 1993. Le personnel de la base aérienne a fourni une aide humanitaire aux passagers et aux équipages du vol et a transféré les blessés à Anchorage.
Le 1er juillet 1994, la 11th Air Control Wing a été désactivée et le 673 ABG a été réaffecté à l'Eleventh Air Force. Le 673d Air Base Group a fourni un soutien de base à diverses unités locataires affectées à d'autres commandements, tels que l'Air Force Space Command et d'autres agences impliquées dans des activités de collecte de renseignements dirigées par l'autorité de commandement nationale.
La station aérienne sert également d’aéroport de déroutement aux aéronefs civils qui doivent faire face à une urgence lorsqu’ils traversent l’océan Pacifique.
Le 24 décembre 2018, le vol 128 de Delta Air Lines entre Beijing et Seattle a été dévié vers la base d'Eareckson après que les pilotes eurent été alertés d'un «problème moteur potentiel». L'avion dérouté, un Boeing 767-300ER, a passé environ 12 heures sur la base aérienne d'Eareckson avant d'être ramené à Seattle. Delta a envoyé un B767-300ER de remplacement en provenance de Seattle afin de récupérer les passagers qui ont atterri à la station d’Eareckson à 11h, heure locale.

### Commandements de gestion
- Eleventh Air Force, 23 mai 1943
- Alaskan Air Command (en), 18 décembre 1945 – 1er juillet 1954; 15 juillet 1958
- Air (puis Aerospace) Defense Command, 1er janvier 1967
- Strategic Air Command, 1er décembre 1979
- Air Force Space Command, 1er mai 1983
- United States Pacific Air Forces, 27 janvier 1992 – présent

## Accidents et incidents
- Le 21 juillet 1961, le vol 779 d'Alaska Airlines s'est écrasé à Shemya lors d'un vol venant d'Anchorage, le contrôleur ayant oublié d'allumer les feux de piste. Les six personnes à bord ont été tuées dans l'accident[10].
- Le 13 janvier 1969, un Boeing RC-135S, numéro de série 59-1491, a quitté l'extrémité de la piste et s'est disloqué. Il n'y a pas eu de décès, mais l'avion a été une réformé[11].
- Le 5 juin 1969, un Boeing RC-135E, numéro de série 62-4137, opérant à partir de la base aérienne de Shemya, tombe dans la mer de Béring.
- Le 15 mars 1981, un autre RC-135 s'est écrasé alors qu'il approchait de la base aérienne de Shemya par mauvais temps. Six des vingt-quatre membres d'équipage à bord ont été tués[12].
- Le 31 juillet 1983, le Lockheed C-5A Galaxy 70-0446 a été sérieusement endommagé après avoir atterri près de la piste, il a rebondi dans les airs et s'est écrasé sur la piste. Il n'y a pas eu de morts, mais l'avion a été gravement endommagé. Après réparation, il a été approuvé pour un vol vers le continent pour une révision complète[13].
- Le 6 avril 1993, le vol 583 de China Eastern Airlines, un McDonnell Douglas MD-11, a effectué un atterrissage d'urgence à Shemya. Soixante membres d'équipage et passagers ont été hospitalisés et deux sont décédés[14].
- Le 29 juillet 2015, un Boeing 777-300ER, le vol 884 Cathay Pacific entre Hong Kong et Los Angeles, a atterri d'urgence sur la base aérienne après la défaillance d'un ventilateur de refroidissement dans la soute, générant de la fumée dans le cockpit. L’équipage s’apprêtait initialement à atterrir dans l’eau au cas où il y aurait un véritable incendie, mais l’appareil a continué de se rendre à Eareckson/Shemya pour y atterrir d’urgence[15],[16].
- Le 24 décembre 2018, le vol DL 128 de la compagnie Delta à destination de Seattle, à bord duquel se trouvaient 194 passagers, s'est posé sans encombre sur l'île de Shemya en raison de problèmes de moteur. L’appareil détourné était un 767-300ER, immatriculé sous le numéro N1612T.

## Démographie
La base aérienne de Eareckson en tant que base aérienne Shemya est apparue dans les recensements américains de 1960 à 1980. Sous le nom de Shemya en 1960 (base militaire non constituée en société) et en tant que station de Shemya en 1970. En 1980, la ville a été transformée en lieu désigné recensement (CDP). Il a été dissous en tant que CDP en 1990 et n'a pas fait l'objet de rapport depuis.